# Sandby (Lolland)
Sandby is een plaats in de Deense regio Seeland, gemeente Lolland, en telt 382 inwoners (2013).